# Ponometia mcdunnoughi
Ponometia mcdunnoughi là một loài bướm đêm trong họ Noctuidae.